# Hans Curjel
Hans Curjel (geboren 1. Mai 1896 in Karlsruhe; gestorben 3. Januar 1974 in Zürich) war ein deutsch-schweizerischer Regisseur, Dirigent, Theaterdirektor und Journalist deutsch-jüdischer Herkunft.

## Leben
Hans Richard Curjel war ein Sohn des Karlsruher Architekten Robert Curjel und der Marie Herrmann. Sein Vater starb 1925, seine jüdische Mutter beging 1940 Suizid, seine Schwester wurde 1943 im KZ Auschwitz ermordet.
Curjel besuchte das Karlsruher Realgymnasium (Humboldtschule) und machte kurz vor Ausbruch des Ersten Weltkriegs Abitur. Sein Studium zunächst der Musik, dann der Kunstgeschichte in Freiburg im Breisgau, München, Wien und Berlin war unterbrochen vom Kriegsdienst. Das Studium schloss er 1920 mit einer Dissertation über Hans Baldung Grien ab. In den 1920er Jahren schrieb er Kritiken zum aktuellen Kunstgeschehen in Baden und im Rheinland für die Zeitschriften Der Cicerone und Das Kunstblatt.
1923/24 studierte er Violine und Dirigieren am Konservatorium in Karlsruhe und wurde 1924/25 als Kapellmeister am Schauspielhaus Düsseldorf engagiert. Ab 1925 hatte er die Position eines stellvertretenden Direktors der Kunsthalle Karlsruhe und vertrat dabei den erkrankten Willy Storck. 1927 holte Otto Klemperer ihn als Dramaturgen und Regisseur an die Kroll-Oper nach Berlin. Curjel engagierte Bühnenbildner wie Oskar Schlemmer und László Moholy-Nagy und Regisseure wie Gustaf Gründgens und Jürgen Fehling und schärfte das avantgardistische Profil des Theaters. Curjel selbst führte Regie bei Puccinis Oper Madama Butterfly, Janáčeks Aus einem Totenhaus mit einem Bühnenbild von Caspar Neher und Hindemiths Hin und zurück. In Berlin befreundete er sich mit Arnold Bode. Nach Schließung der Kroll-Oper 1931 arbeitete Curjel als Gastregisseur an der Städtischen Oper in Berlin.
Bei der Machtergreifung der Nationalsozialisten 1933 emigrierte Curjel in die Schweiz. Er wurde dort Oberspielleiter am Corso-Theater Zürich, wo er Max Ernst als Bühnenbildner für Varieté-Nummern gewinnen konnte. Von 1942 bis 1949 war er Direktor der Theater- und Tournéegenossenschaft Zürich und leitete parallel dazu von 1945 bis 1948 das Stadttheater Chur, in dem 1948 Bertolt Brecht und Caspar Neher die Uraufführung von Brechts Antigone inszenierten.
Nach 1948 war er freier Regisseur in Berlin, Paris, Rom und Zürich sowie 1949 bei den Salzburger Festspielen mit Mozarts La clemenza di Tito. Bei der Biennale in Venedig 1949 inszenierte er die zweite Fassung von Brecht/Weills Mahagonny. Curjel war vorgesehen für das beratende Gremium der ersten documenta. In der Bundesrepublik produzierte er mehrere Rundfunksendungen zur neuen Musik und 1962 beim Westdeutschen Rundfunk eine Sendung zur Berliner Krolloper.

## Schriften (Auswahl)

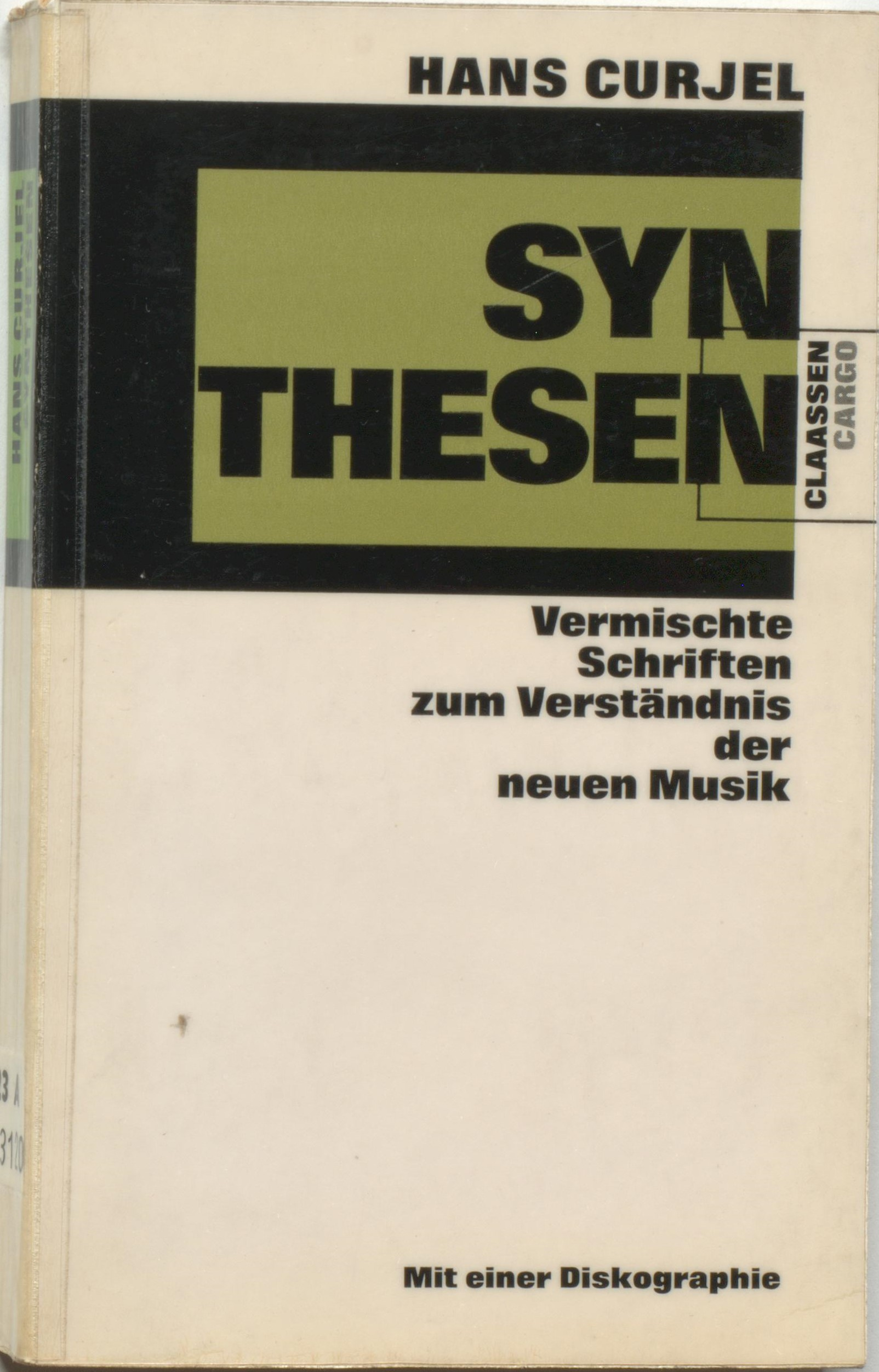
Synthesen (1966)

- mit Adolphe Basler: Pariser Chronik. Biermann, 1922
- Um 1900 : Art nouveau und Jugendstil ; Kunst u. Kunstgewerbe aus Europa und Amerika zur Zeit der Stilwende. Ausstellung. Zürich : Kunstgewerbemuseum, 1952
- Henry van de Velde: Zum neuen Stil. Aus seinen Schriften ausgewählt und eingeleitet von Hans Curjel. München : Piper, 1955
- Henry van de Velde: Geschichte meines Lebens Hrsg. und aus dem Manuskript übertragen Hans Curjel. München : Piper, 1962
- Synthesen. Vermischte Schriften zum Verständnis der neuen Musik. Hamburg : Claassen, 1966
- Experiment Krolloper 1927–1931. Aus dem Nachlass, herausgegeben von Eigel Kruttge. München : Prestel, 1975 (1962)